# Magdalena Abakanowicz

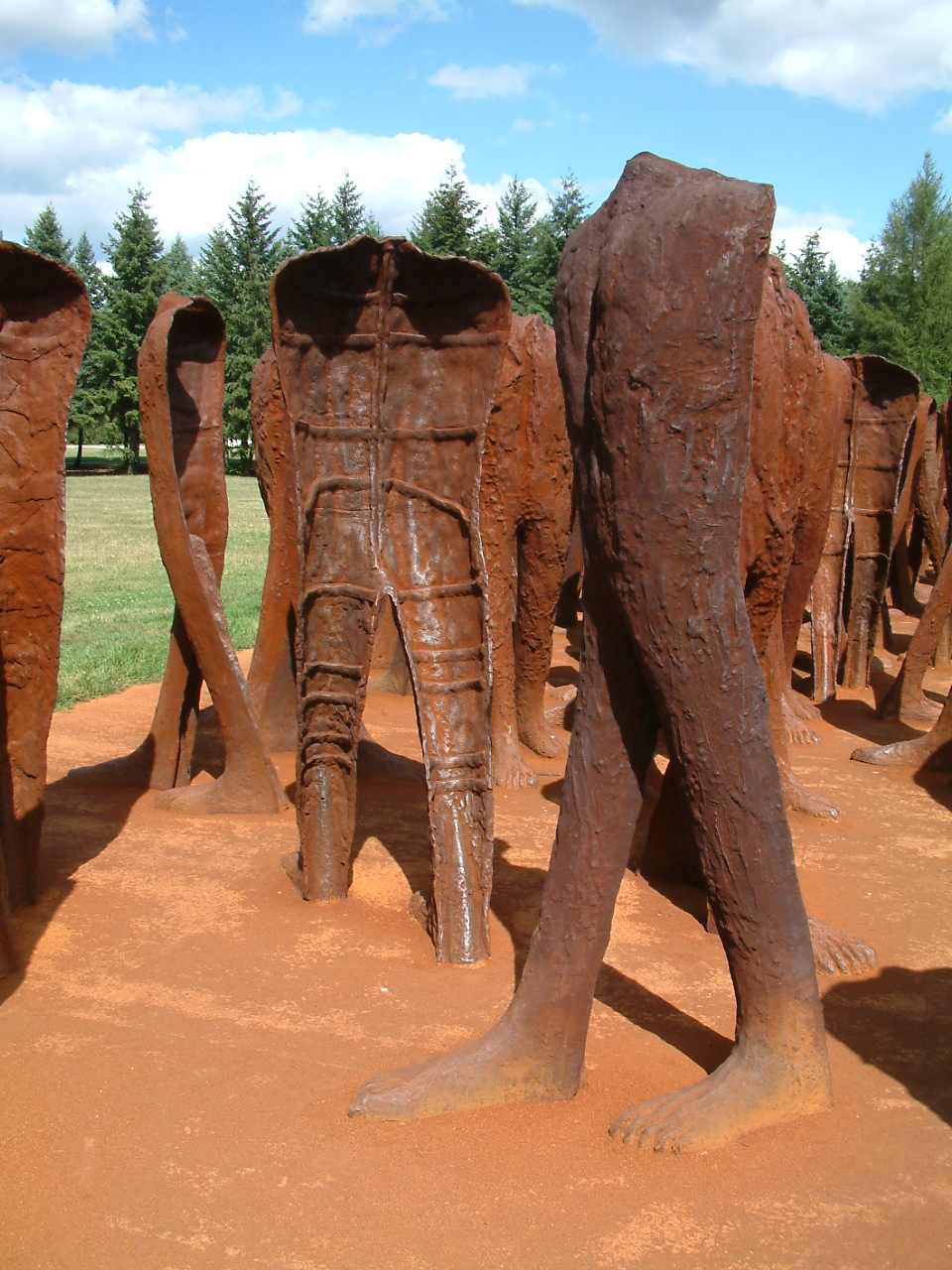
"Nierozpoznani" (Poznań).

Marta Magdalena Abakanowicz-Kosmowska, född 20 juni 1930 i Falenty i Masovien, död 20 april 2017 i Warszawa, var en polsk konstnär.
Abakanowicz studerade måleri vid konstakademin i Warszawa 1950–1955, men har väsentligen arbetat med textil. Hon använder ofta okonventionella material som sisal och hampa, och var en av de första som slet ner textilen från väggen och i stället formade den till monumentala skulpturer. Dessa textilskulpturer, kallade "abakaner", är alla knutna till den mänskliga figuren eller sfären. Hon har haft stor betydelse för modern textilkonst.
Hon är representerad bland annat vid Nationalmuseum i Stockholm.